# Tecóac
Tecóac är en ort i Mexiko.   Den ligger i kommunen Coscomatepec och delstaten Veracruz, i den sydöstra delen av landet, 210 km öster om huvudstaden Mexico City. Tecóac ligger 1 906 meter över havet och antalet invånare är 309.
Terrängen runt Tecóac är huvudsakligen kuperad, men västerut är den bergig. Terrängen runt Tecóac sluttar österut. Runt Tecóac är det tätbefolkat, med 331 invånare per kvadratkilometer. Närmaste större samhälle är Huatusco de Chicuellar, 18,3 km nordost om Tecóac. Omgivningarna runt Tecóac är en mosaik av jordbruksmark och naturlig växtlighet.